# Роджерсон, Барнаби
Барнаби Роджерсон (англ. Barnaby Rogerson, род. 17 мая 1960) — британский писатель, телеведущий и издатель. Он много писал об исламском мире, включая биографию исламского пророка Мухаммеда и многочисленные путеводители. 
Роджерсон родился в Данфермлине, Шотландия, и изучал историю Средневековья в Университете Сент-Эндрюс. Он стал автором путеводителей по Марокко, Тунису, Кипру, Стамбулу и Ливии. Сейчас он живёт в Лондоне со своей женой и деловым партнёром Роуз Баринг. Вместе они управляют Eland Books, издательской компанией, специализирующейся на переиздании классических произведений о путешествиях. 
Он работал лектором в таких туристических компаниях, как Martin Randall Travel, Eastern Approaches и Andante, а в качестве внештатного автора путевых заметок написал триста статей и обзоров для TLS, The Guardian, Independent, House & Garden, Harpers & Queen, Cornucopia, Country Life и Daily Telegraph.
Роджерсон также выступал в качестве телеведущего в программе BBC «Жизнь Мухаммеда» и программе «Халиф» на канале Al Jazeera, и участвовал в пилотных постановках сериала «Мусульманская империя».

## Книги
Роджерсон написал ряд книг:
- The House Divided: Sunni, Shia and the Making of the Middle East - Pegasus Books, 2024
- The Prophet Muhammad: How Islam was Born: All you Need to Know series - Connell Guides, 2018
- In Search of Ancient North Africa: A History in Six Lives - Haus Publishing, 2017
- Rogerson's Book of Numbers: The culture of numbers from 1001 Nights to the Seven Wonders of the World - Profile, 2013
- The Last Crusaders: East, West and the Battle for the Centre of the World, 1415-1578 - Little, Brown 2009
- Southern Frontiers - a photographic book by Don McCullin[англ.]; text written by Barnaby Rogerson - Jonathan Cape, 2010
- Heirs of the Prophet and the roots of the Sunni-Shia schism - Little, Brown, 2006
- The Prophet Muhammad: A Biography - Little, Brown, 2003
- A Traveller’s History of North Africa - Duckworth & Co Ltd, 2008; US Interlink, 2001; Windrush Press/Orion, 1998
- Marrakesh, through Writers' Eyes (editor), Eland, 2006
- Meetings with Remarkable Muslims (editor, with Rose Baring), Eland, 2005
- Morocco (guidebook) - Cadogan, 1989, updated editions 1994, 1998, 2000 and 2004
- Cyprus (guidebook) - Cadogan, 1994
- Tunisia - Cadogan 1992, updated edition in 1998
- Desert Air: A collection of the Poetry of Place: of Arabia, Deserts and the Orient of the Imagination (editor), Eland Books, 2007, 2001
- London, the Poetry of Place (editor), Eland Books, 2003